# Close Calls with Brick Walls
Albums de Andrew W.K.
The Wolf
(2003) The Japan Covers
(2008)
Close Call with Brick Walls est le 3e album d'Andrew W.K. sorti le 5 juillet 2006 au Japon sur le label Universal Music.

## Historique
Close Call With Brick Walls a tout d'abord été sorti au Japon avec un DVD bonus, puis en Corée du Sud avec 4 titres bonus.
L'album sortira sur le continent américain seulement le 18 août 2007 en version limitée vinyle sur le label Load Records.
La raison de cette sortie tardive sur le continent américain est liée à l'interdiction d'Andrew W.K. de sortir tout nouvel album en Amérique, à cause d'une séparation antipathique avec son directeur de création. La version vinyle fut la seule solution pour Andrew W.K. de contourner cette interdiction.
La sortie de cet album fut donc très discrète, et aucune promotion n'a été faite en Amérique sur les radios.
Andrew W.K. a récemment affirmé la future sortie de Close Call With Brick Walls en Amérique et Europe sur son propre label SKYSCRAPER MUSIC MAKER, avec un total de 30 titres, dont les 4 titres bonus de la version Coréenne et les 5 titres bonus de la version vinyle.
L'album change radicalement de style en comparaison à I Get Wet et The Wolf.
Il s'agit d'un album Rock expérimental comme le qualifie Andrew W.K. 

## Pistes
1. "I Came For You" - 2:16
2. "Close Calls With Bal Harbour" - 1:22
3. "Not Going To Bed" - 2:57
4. "You Will Remember Tonight" - 4:06
5. "Pushing Drugs" - 2:41
6. "Hand On The Place" - 3:20
7. "One Brother" - 2:25
8. "Las Vegas, Nevada" - 3:00
9. "Dr Dumont" - 1:06
10. "I Want To See You Go Wild" - 3:00
11. "When I'm High" - 3:16
12. "Golden Eyed Dog" - 0:28
13. "Into The Clear" - 1:33
14. "Mark My Grace" - 3:11
15. "Don't Call Me Andy" - 2:45
16. "The Background" - 2:55
17. "Slam John Against A Brick Wall" - 3:53
18. "The Moving Room" - 3:37

Pistes Bonus de la version Coréenne :
1. "Can You Dance With Me?" - 2h08
2. "This Is My World" - 2:45
3. "I Want Your Face" - 2:25
4. "Let's Go On A Date" - 2:22

Pistes Bonus de la version Vinyle :
1. "Big Party"
2. "We're Not Gunna Get Old"
3. "Kicks and Bricks"
4. "I've Got Know Fear"
5. "We Will Boogie"